# MetNet

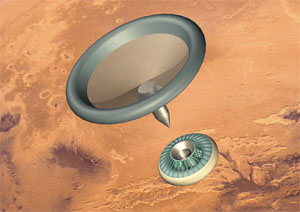
MetNet-Sonde

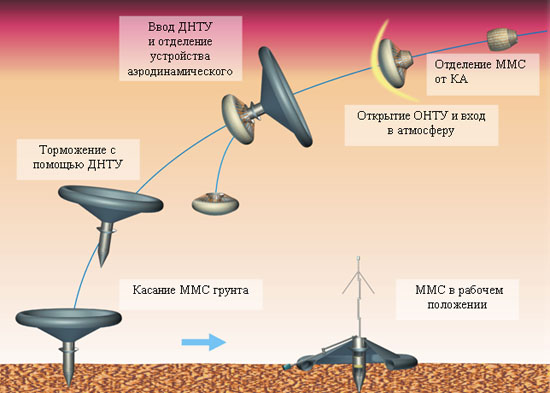
MetNet-Landungskonzept

MetNet ist ein finnisch-russisches Mars-Programm, in dem mit Raumsonden mehrere kleine Lander auf dem Mars abgesetzt werden sollen, die ein Observierungsnetzwerk zur Erforschung der Atmosphäre, Aufbau und Meteorologie des Planeten errichten sollen. Das Programm wird vom Finnischen Meteorologieinstitut geleitet. Für die Systemtechnik ist das russische Raumfahrtunternehmen Lawotschkin verantwortlich. Weitere Projektpartner sind das Institut für Weltraumforschung der Russischen Akademie der Wissenschaften und die spanische Weltraumorganisation Instituto Nacional de Técnica Aeroespacial (INTA).
Das Konzept für MetNet entstand bereits in den 1980er Jahren; mit der technischen Entwicklung begann man im Jahr 2000. Ein erster Flug (Precursor Mission) mit nur einem oder wenigen Landern war für frühestens 2014 geplant. Ein Flug als Sekundärlast der russischen Marsmission Phobos-Grunt mit Start im November 2011 war erwogen, aber aus Gewichtsgründen wieder verworfen worden.
Mit weiteren Missionen sollen schließlich mehrere Dutzend Lander abgesetzt werden.
Die Finanzierung des Projekts soll zumindest bis 2024 gesichert sein.[veraltet]